# Larry Laudan
Larry Laudan (n. Austin, Texas 1941-2022) fue un filósofo de la ciencia y epistemólogo. Ha criticado fuertemente las tradiciones del positivismo, del realismo filosófico y del relativismo, y ha defendido una visión de la ciencia como la de una institución privilegiada y progresiva ante los desafíos populares. El punto de vista de Laudan de las "tradiciones investigadoras" es visto como una importante alternativa al concepto de "programas de investigación" de Imre Lakatos.
Sus contribuciones más importantes a la filosofía de la ciencia se pueden encontrar en su libro El progreso y sus problemas: Hacia una teoría del crecimiento científico (1977). Laudan acusa a los filósofos de la ciencia de llenarse la boca cuando dicen que “la ciencia es fundamentalmente una actividad de resolución de problemas” sin tomar en consideración la repercusión que ese punto de vista tiene para la historia de la ciencia y para su filosofía y sin cuestionarse ciertos aspectos sobre la historiografía y la metodología de la ciencia. En contra del empirismo que representaba Karl Popper y del "revolucionismo", representado por Thomas Kuhn, Laudan mantiene en El progreso y sus problemas que la ciencia es un proceso evolutivo que va acumulando evidencias validadas a la vez que va resolviendo anomalías conceptuales al mismo tiempo. La simple acumulación de evidencias o de confirmaciones empíricas no constituyen por sí mismas un mecanismo de avance científico; la resolución conceptual y la comparación de soluciones de anomalías, proporcionada por varias teorías, forman una parte indispensable de la evolución de la ciencia.

## Rechazo del término "pseudociencia"
Larry Laudan ha manifestado que el concepto 'pseudociencia' no tiene significado científico y se usa básicamente para describir una apreciación subjetiva: "Si quisiéramos permanecer firmes al lado de la razón, deberíamos deshacernos de términos como ‘pseudociencia’ y ‘acientífico’ de nuestro vocabulario; son sólo palabras huecas que sólo trabajan a nivel emotivo."
En su obra Más allá del positivismo y del relativismo, Laudan escribió que "el objetivo de la ciencia es asegurar teorías con un alto grado de efectividad en resolución de problemas" y que es posible el progreso científico cuando disminuyen los datos empíricos.  "De hecho, en este modelo, es posible el cambio progresivo de una teoría bien sustentada empíricamente a otra teoría menos apoyada empíricamente, con tal de que esta última resuelva significativamente dificultades conceptuales que afectan a la primera". Finalmente, la mejor teoría es aquella que resuelve más problemas conceptuales a la vez que minimiza las anomalías empíricas.

## Otras investigaciones
Laudan también ha escrito acerca del tema del terrorismo. Ha argumentado que "la rabia moral y la compasión son las respuestas adecuadas al terrorismo, pero que el miedo por uno mismo o por la vida de uno mismo, no lo es. El riesgo de que una persona cualquiera sea víctima de un ataque terrorista es extremadamente remoto."
Durante varios años, Larry Laudan fue investigador del Instituto de Investigaciones Filosóficas de la Universidad Nacional Autónoma de México (UNAM), trabajando fundamentalmente en epistemología legal.

## Selección de obras de Larry Laudan
- 1977. Progress and its Problems: Towards a Theory of Scientific Growth
- 1981. Science and Hypothesis
- 1984. Science and Values
- 1990. Science and Relativism: Dialogues on the Philosophy of Science
- 1995. The Book of Risks
- 1996. Beyond Positivism and Relativism
- 1997. Danger Ahead
- 2006. Truth, Error and Criminal Law: An Essay in Legal Epistemology